# Sergej Aleksandrovitsj van Rusland

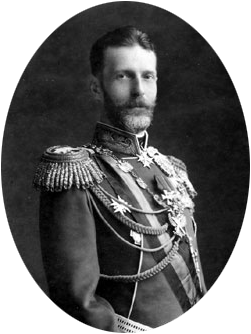
Grootvorst Sergej Aleksandrovitsj van Rusland

Sergej Aleksandrovitsj Romanov (Russisch: Сергей Александрович Рома́нов) (Sint-Petersburg, 11 mei (O.S. 29 april) 1857 – Moskou, 17 februari (O.S. 4 februari) 1905), grootvorst van Rusland, was de vijfde zoon van tsaar Alexander II. Hij was de jongere broer van tsaar Alexander III, die Alexander II opvolgde en Nicolaas II voorging.

## Huwelijk
Op 15 juni 1884 trouwde Sergej met Elisabeth van Hessen-Darmstadt, de tweede dochter van groothertog Lodewijk IV van Hessen-Darmstadt en prinses Alice, de tweede dochter van koningin Victoria van Groot-Brittannië. Elisabeth was ook de oudere zus van prinses Alice, die als Alexandra Fjodorovna trouwde met tsaar Nicolaas II. Sergej en Elisabeth bleven kinderloos.

## Carrière
Sergej vervulde een aantal hoge functies in het leger voordat hij door tsaar Nicolaas II, zijn neef (oomzegger) en zwager, benoemd werd tot gouverneur-generaal van Moskou. In die functie maakte hij zich niet populair bij het volk onder meer vanwege de Chodynkatragedie. Met als gevolg dat hij op 17 februari 1905 door de socialist-revolutionair Ivan Kaljajev in zijn rijtuig werd opgeblazen. Zijn echtgenote Elisabeth, die getuige was geweest, verzamelde zijn lichaamsdelen en begroef hem in een klooster. Een aantal jaren later, in 1918 (een jaar na het aftreden van Nicolaas II), werd ook Elisabeth met enkele andere familieleden vermoord.

## Kwartierstaat
| Paul I van Rusland (1754-1801)                   | Paul I van Rusland (1754-1801)                   | Paul I van Rusland (1754-1801)                   | Paul I van Rusland (1754-1801)                   | Paul I van Rusland (1754-1801)                   | Paul I van Rusland (1754-1801)                   | Sophia Dorothea Augusta Louisa van Württemberg (1759-1828) | Sophia Dorothea Augusta Louisa van Württemberg (1759-1828) | Sophia Dorothea Augusta Louisa van Württemberg (1759-1828) | Sophia Dorothea Augusta Louisa van Württemberg (1759-1828) | Sophia Dorothea Augusta Louisa van Württemberg (1759-1828) | Sophia Dorothea Augusta Louisa van Württemberg (1759-1828) |                                       |                                       | Frederik Willem III van Pruisen (1770-1840) | Frederik Willem III van Pruisen (1770-1840) | Frederik Willem III van Pruisen (1770-1840)      | Frederik Willem III van Pruisen (1770-1840)      | Frederik Willem III van Pruisen (1770-1840)      | Frederik Willem III van Pruisen (1770-1840)      | Louise van Mecklenburg-Strelitz (1776-1810)      | Louise van Mecklenburg-Strelitz (1776-1810)      | Louise van Mecklenburg-Strelitz (1776-1810) | Louise van Mecklenburg-Strelitz (1776-1810) | Louise van Mecklenburg-Strelitz (1776-1810)     | Louise van Mecklenburg-Strelitz (1776-1810)     |                                                 |                                                 | Lodewijk I van Hessen-Darmstadt (1753-1830)     | Lodewijk I van Hessen-Darmstadt (1753-1830)     | Lodewijk I van Hessen-Darmstadt (1753-1830) | Lodewijk I van Hessen-Darmstadt (1753-1830) | Lodewijk I van Hessen-Darmstadt (1753-1830)  | Lodewijk I van Hessen-Darmstadt (1753-1830)  | Louise van Hessen-Darmstadt (1761-1829)      | Louise van Hessen-Darmstadt (1761-1829)      | Louise van Hessen-Darmstadt (1761-1829)      | Louise van Hessen-Darmstadt (1761-1829)      | Louise van Hessen-Darmstadt (1761-1829) | Louise van Hessen-Darmstadt (1761-1829) |                                                |                                                | Karel Lodewijk van Baden (1755–1801)           | Karel Lodewijk van Baden (1755–1801)           | Karel Lodewijk van Baden (1755–1801)           | Karel Lodewijk van Baden (1755–1801)           | Karel Lodewijk van Baden (1755–1801) | Karel Lodewijk van Baden (1755–1801) | Amalia van Hessen-Darmstadt (1754–1832)      | Amalia van Hessen-Darmstadt (1754–1832)      | Amalia van Hessen-Darmstadt (1754–1832)      | Amalia van Hessen-Darmstadt (1754–1832)      | Amalia van Hessen-Darmstadt (1754–1832)      | Amalia van Hessen-Darmstadt (1754–1832)      |  |  |  |  |  |  |  |  |  |  |  |  |  |  |  |  |  |  |  |  |  |  |  |  |  |  |  |  |  |  |  |  |  |  |  |  |  |  |  |  |  |  |  |  |  |  |  |  |
| Paul I van Rusland (1754-1801)                   | Paul I van Rusland (1754-1801)                   | Paul I van Rusland (1754-1801)                   | Paul I van Rusland (1754-1801)                   | Paul I van Rusland (1754-1801)                   | Paul I van Rusland (1754-1801)                   | Sophia Dorothea Augusta Louisa van Württemberg (1759-1828) | Sophia Dorothea Augusta Louisa van Württemberg (1759-1828) | Sophia Dorothea Augusta Louisa van Württemberg (1759-1828) | Sophia Dorothea Augusta Louisa van Württemberg (1759-1828) | Sophia Dorothea Augusta Louisa van Württemberg (1759-1828) | Sophia Dorothea Augusta Louisa van Württemberg (1759-1828) |                                       |                                       | Frederik Willem III van Pruisen (1770-1840) | Frederik Willem III van Pruisen (1770-1840) | Frederik Willem III van Pruisen (1770-1840)      | Frederik Willem III van Pruisen (1770-1840)      | Frederik Willem III van Pruisen (1770-1840)      | Frederik Willem III van Pruisen (1770-1840)      | Louise van Mecklenburg-Strelitz (1776-1810)      | Louise van Mecklenburg-Strelitz (1776-1810)      | Louise van Mecklenburg-Strelitz (1776-1810) | Louise van Mecklenburg-Strelitz (1776-1810) | Louise van Mecklenburg-Strelitz (1776-1810)     | Louise van Mecklenburg-Strelitz (1776-1810)     |                                                 |                                                 | Lodewijk I van Hessen-Darmstadt (1753-1830)     | Lodewijk I van Hessen-Darmstadt (1753-1830)     | Lodewijk I van Hessen-Darmstadt (1753-1830) | Lodewijk I van Hessen-Darmstadt (1753-1830) | Lodewijk I van Hessen-Darmstadt (1753-1830)  | Lodewijk I van Hessen-Darmstadt (1753-1830)  | Louise van Hessen-Darmstadt (1761-1829)      | Louise van Hessen-Darmstadt (1761-1829)      | Louise van Hessen-Darmstadt (1761-1829)      | Louise van Hessen-Darmstadt (1761-1829)      | Louise van Hessen-Darmstadt (1761-1829) | Louise van Hessen-Darmstadt (1761-1829) |                                                |                                                | Karel Lodewijk van Baden (1755–1801)           | Karel Lodewijk van Baden (1755–1801)           | Karel Lodewijk van Baden (1755–1801)           | Karel Lodewijk van Baden (1755–1801)           | Karel Lodewijk van Baden (1755–1801) | Karel Lodewijk van Baden (1755–1801) | Amalia van Hessen-Darmstadt (1754–1832)      | Amalia van Hessen-Darmstadt (1754–1832)      | Amalia van Hessen-Darmstadt (1754–1832)      | Amalia van Hessen-Darmstadt (1754–1832)      | Amalia van Hessen-Darmstadt (1754–1832)      | Amalia van Hessen-Darmstadt (1754–1832)      |  |  |  |  |  |  |  |  |  |  |  |  |  |  |  |  |  |  |  |  |  |  |  |  |  |  |  |  |  |  |  |  |  |  |  |  |  |  |  |  |  |  |  |  |  |  |  |  |
|                                                  |                                                  |                                                  |                                                  |                                                  |                                                  |                                                            |                                                            |                                                            |                                                            |                                                            |                                                            |                                       |                                       |                                             |                                             |                                                  |                                                  |                                                  |                                                  |                                                  |                                                  |                                             |                                             |                                                 |                                                 |                                                 |                                                 |                                                 |                                                 |                                             |                                             |                                              |                                              |                                              |                                              |                                              |                                              |                                         |                                         |                                                |                                                |                                                |                                                |                                                |                                                |                                      |                                      |                                              |                                              |                                              |                                              |                                              |                                              |  |  |  |  |  |  |  |  |  |  |  |  |  |  |  |  |  |  |  |  |  |  |  |  |  |  |  |  |  |  |  |  |  |  |  |  |  |  |  |  |  |  |  |  |  |  |  |  |
|                                                  |                                                  |                                                  |                                                  | Nicolaas I van Rusland (1796–1855)               | Nicolaas I van Rusland (1796–1855)               | Nicolaas I van Rusland (1796–1855)                         | Nicolaas I van Rusland (1796–1855)                         | Nicolaas I van Rusland (1796–1855)                         | Nicolaas I van Rusland (1796–1855)                         |                                                            |                                                            |                                       |                                       |                                             |                                             | Charlotte van Pruisen (1798-1860)                | Charlotte van Pruisen (1798-1860)                | Charlotte van Pruisen (1798-1860)                | Charlotte van Pruisen (1798-1860)                | Charlotte van Pruisen (1798-1860)                | Charlotte van Pruisen (1798-1860)                |                                             |                                             |                                                 |                                                 |                                                 |                                                 |                                                 |                                                 |                                             |                                             | Lodewijk II van Hessen-Darmstadt (1777-1848) | Lodewijk II van Hessen-Darmstadt (1777-1848) | Lodewijk II van Hessen-Darmstadt (1777-1848) | Lodewijk II van Hessen-Darmstadt (1777-1848) | Lodewijk II van Hessen-Darmstadt (1777-1848) | Lodewijk II van Hessen-Darmstadt (1777-1848) |                                         |                                         |                                                |                                                |                                                |                                                | Wilhelmina van Baden (1788-1836)               | Wilhelmina van Baden (1788-1836)               | Wilhelmina van Baden (1788-1836)     | Wilhelmina van Baden (1788-1836)     | Wilhelmina van Baden (1788-1836)             | Wilhelmina van Baden (1788-1836)             |                                              |                                              |                                              |                                              |  |  |  |  |  |  |  |  |  |  |  |  |  |  |  |  |  |  |  |  |  |  |  |  |  |  |  |  |  |  |  |  |  |  |  |  |  |  |  |  |  |  |  |  |  |  |  |  |
|                                                  |                                                  |                                                  |                                                  | Nicolaas I van Rusland (1796–1855)               | Nicolaas I van Rusland (1796–1855)               | Nicolaas I van Rusland (1796–1855)                         | Nicolaas I van Rusland (1796–1855)                         | Nicolaas I van Rusland (1796–1855)                         | Nicolaas I van Rusland (1796–1855)                         |                                                            |                                                            |                                       |                                       |                                             |                                             | Charlotte van Pruisen (1798-1860)                | Charlotte van Pruisen (1798-1860)                | Charlotte van Pruisen (1798-1860)                | Charlotte van Pruisen (1798-1860)                | Charlotte van Pruisen (1798-1860)                | Charlotte van Pruisen (1798-1860)                |                                             |                                             |                                                 |                                                 |                                                 |                                                 |                                                 |                                                 |                                             |                                             | Lodewijk II van Hessen-Darmstadt (1777-1848) | Lodewijk II van Hessen-Darmstadt (1777-1848) | Lodewijk II van Hessen-Darmstadt (1777-1848) | Lodewijk II van Hessen-Darmstadt (1777-1848) | Lodewijk II van Hessen-Darmstadt (1777-1848) | Lodewijk II van Hessen-Darmstadt (1777-1848) |                                         |                                         |                                                |                                                |                                                |                                                | Wilhelmina van Baden (1788-1836)               | Wilhelmina van Baden (1788-1836)               | Wilhelmina van Baden (1788-1836)     | Wilhelmina van Baden (1788-1836)     | Wilhelmina van Baden (1788-1836)             | Wilhelmina van Baden (1788-1836)             |                                              |                                              |                                              |                                              |  |  |  |  |  |  |  |  |  |  |  |  |  |  |  |  |  |  |  |  |  |  |  |  |  |  |  |  |  |  |  |  |  |  |  |  |  |  |  |  |  |  |  |  |  |  |  |  |
|                                                  |                                                  |                                                  |                                                  |                                                  |                                                  |                                                            |                                                            |                                                            |                                                            | Alexander II van Rusland (1818–1881)                       | Alexander II van Rusland (1818–1881)                       | Alexander II van Rusland (1818–1881)  | Alexander II van Rusland (1818–1881)  | Alexander II van Rusland (1818–1881)        | Alexander II van Rusland (1818–1881)        |                                                  |                                                  |                                                  |                                                  |                                                  |                                                  |                                             |                                             |                                                 |                                                 |                                                 |                                                 |                                                 |                                                 |                                             |                                             |                                              |                                              |                                              |                                              |                                              |                                              | Marie van Hessen-Darmstadt (1824-1880)  | Marie van Hessen-Darmstadt (1824-1880)  | Marie van Hessen-Darmstadt (1824-1880)         | Marie van Hessen-Darmstadt (1824-1880)         | Marie van Hessen-Darmstadt (1824-1880)         | Marie van Hessen-Darmstadt (1824-1880)         |                                                |                                                |                                      |                                      |                                              |                                              |                                              |                                              |                                              |                                              |  |  |  |  |  |  |  |  |  |  |  |  |  |  |  |  |  |  |  |  |  |  |  |  |  |  |  |  |  |  |  |  |  |  |  |  |  |  |  |  |  |  |  |  |  |  |  |  |
|                                                  |                                                  |                                                  |                                                  |                                                  |                                                  |                                                            |                                                            |                                                            |                                                            | Alexander II van Rusland (1818–1881)                       | Alexander II van Rusland (1818–1881)                       | Alexander II van Rusland (1818–1881)  | Alexander II van Rusland (1818–1881)  | Alexander II van Rusland (1818–1881)        | Alexander II van Rusland (1818–1881)        |                                                  |                                                  |                                                  |                                                  |                                                  |                                                  |                                             |                                             |                                                 |                                                 |                                                 |                                                 |                                                 |                                                 |                                             |                                             |                                              |                                              |                                              |                                              |                                              |                                              | Marie van Hessen-Darmstadt (1824-1880)  | Marie van Hessen-Darmstadt (1824-1880)  | Marie van Hessen-Darmstadt (1824-1880)         | Marie van Hessen-Darmstadt (1824-1880)         | Marie van Hessen-Darmstadt (1824-1880)         | Marie van Hessen-Darmstadt (1824-1880)         |                                                |                                                |                                      |                                      |                                              |                                              |                                              |                                              |                                              |                                              |  |  |  |  |  |  |  |  |  |  |  |  |  |  |  |  |  |  |  |  |  |  |  |  |  |  |  |  |  |  |  |  |  |  |  |  |  |  |  |  |  |  |  |  |  |  |  |  |
|                                                  |                                                  |                                                  |                                                  |                                                  |                                                  |                                                            |                                                            |                                                            |                                                            |                                                            |                                                            |                                       |                                       |                                             |                                             |                                                  |                                                  |                                                  |                                                  |                                                  |                                                  |                                             |                                             |                                                 |                                                 |                                                 |                                                 |                                                 |                                                 |                                             |                                             |                                              |                                              |                                              |                                              |                                              |                                              |                                         |                                         |                                                |                                                |                                                |                                                |                                                |                                                |                                      |                                      |                                              |                                              |                                              |                                              |                                              |                                              |  |  |  |  |  |  |  |  |  |  |  |  |  |  |  |  |  |  |  |  |  |  |  |  |  |  |  |  |  |  |  |  |  |  |  |  |  |  |  |  |  |  |  |  |  |  |  |  |
|                                                  |                                                  |                                                  |                                                  |                                                  |                                                  |                                                            |                                                            |                                                            |                                                            |                                                            |                                                            |                                       |                                       |                                             |                                             |                                                  |                                                  |                                                  |                                                  |                                                  |                                                  |                                             |                                             |                                                 |                                                 |                                                 |                                                 |                                                 |                                                 |                                             |                                             |                                              |                                              |                                              |                                              |                                              |                                              |                                         |                                         |                                                |                                                |                                                |                                                |                                                |                                                |                                      |                                      |                                              |                                              |                                              |                                              |                                              |                                              |  |  |  |  |  |  |  |  |  |  |  |  |  |  |  |  |  |  |  |  |  |  |  |  |  |  |  |  |  |  |  |  |  |  |  |  |  |  |  |  |  |  |  |  |  |  |  |  |
| Nicolaas Aleksandrovitsj van Rusland (1843-1865) | Nicolaas Aleksandrovitsj van Rusland (1843-1865) | Nicolaas Aleksandrovitsj van Rusland (1843-1865) | Nicolaas Aleksandrovitsj van Rusland (1843-1865) | Nicolaas Aleksandrovitsj van Rusland (1843-1865) | Nicolaas Aleksandrovitsj van Rusland (1843-1865) |                                                            |                                                            | Alexander III van Rusland (1845–1894)                      | Alexander III van Rusland (1845–1894)                      | Alexander III van Rusland (1845–1894)                      | Alexander III van Rusland (1845–1894)                      | Alexander III van Rusland (1845–1894) | Alexander III van Rusland (1845–1894) |                                             |                                             | Vladimir Aleksandrovitsj van Rusland (1847-1909) | Vladimir Aleksandrovitsj van Rusland (1847-1909) | Vladimir Aleksandrovitsj van Rusland (1847-1909) | Vladimir Aleksandrovitsj van Rusland (1847-1909) | Vladimir Aleksandrovitsj van Rusland (1847-1909) | Vladimir Aleksandrovitsj van Rusland (1847-1909) |                                             |                                             | Aleksej Aleksandrovitsj van Rusland (1850-1908) | Aleksej Aleksandrovitsj van Rusland (1850-1908) | Aleksej Aleksandrovitsj van Rusland (1850-1908) | Aleksej Aleksandrovitsj van Rusland (1850-1908) | Aleksej Aleksandrovitsj van Rusland (1850-1908) | Aleksej Aleksandrovitsj van Rusland (1850-1908) |                                             |                                             | Maria Aleksandrovna van Rusland (1853-1920)  | Maria Aleksandrovna van Rusland (1853-1920)  | Maria Aleksandrovna van Rusland (1853-1920)  | Maria Aleksandrovna van Rusland (1853-1920)  | Maria Aleksandrovna van Rusland (1853-1920)  | Maria Aleksandrovna van Rusland (1853-1920)  |                                         |                                         | Sergej Aleksandrovitsj van Rusland (1857-1905) | Sergej Aleksandrovitsj van Rusland (1857-1905) | Sergej Aleksandrovitsj van Rusland (1857-1905) | Sergej Aleksandrovitsj van Rusland (1857-1905) | Sergej Aleksandrovitsj van Rusland (1857-1905) | Sergej Aleksandrovitsj van Rusland (1857-1905) |                                      |                                      | Paul Aleksandrovitsj van Rusland (1860-1919) | Paul Aleksandrovitsj van Rusland (1860-1919) | Paul Aleksandrovitsj van Rusland (1860-1919) | Paul Aleksandrovitsj van Rusland (1860-1919) | Paul Aleksandrovitsj van Rusland (1860-1919) | Paul Aleksandrovitsj van Rusland (1860-1919) |  |  |  |  |  |  |  |  |  |  |  |  |  |  |  |  |  |  |  |  |  |  |  |  |  |  |  |  |  |  |  |  |  |  |  |  |  |  |  |  |  |  |  |  |  |  |  |  |

- Gemeinsame Normdatei: 118764705
- International Standard Name Identifier: 0000 0000 5887 8351
- Library of Congress Control Number: no94000253
- Nationale Bibliotheek van Tsjechië: js2006358563
- Nationale Bibliotheek van Israël: 987007568212105171
- Nationale Bibliotheek van Polen: a0000002074080
- LIBRIS: 321179
- Système universitaire de documentation: 156342804
- Virtual International Authority File: 47557734
- WorldCat: E39PBJfCBDRXWdkcR646hJtR8C